# باول كيسي (ممثل)
باول كيسي (بالإنجليزية: Paul Kasey)‏ هو ممثل بريطاني، ولد في 5 أغسطس 1973 في اتشثام ‏ في المملكة المتحدة.

## أعمال

### أفلام
- (2002) بعد 28 يوما
- (2016)  قصة من حرب النجوم[6]

## وصلات خارجية
- باول كيسي على موقع IMDb (الإنجليزية)
- باول كيسي على موقع ألو سيني (الفرنسية)
- باول كيسي على موقع أول موفي (الإنجليزية)
- باول كيسي على موقع قاعدة بيانات الأفلام السويدية (السويدية)
- باول كيسي على موقع قاعدة بيانات الفيلم (الإنجليزية)
- باول كيسي على موقع كينوبويسك (الروسية)